# Persicaria punctata
Persicaria punctata là một loài thực vật có hoa trong họ Rau răm. Loài này được (Elliott) Small miêu tả khoa học đầu tiên năm 1903.